# 24601 Valjean
24601 Valjean è un asteroide della fascia principale. Scoperto nel 1971, presenta un'orbita caratterizzata da un semiasse maggiore pari a 2,2202044 UA e da un'eccentricità di 0,1898928, inclinata di 6,40056° rispetto all'eclittica.